# 1617 Alschmitt
1617 Alschmitt è un asteroide della fascia principale. Scoperto nel 1952, presenta un'orbita caratterizzata da un semiasse maggiore pari a 3,1951439 UA e da un'eccentricità di 0,1336591, inclinata di 13,25491° rispetto all'eclittica.
L'asteroide è dedicato all'astronomo francese Alfred Schmitt.